# Črtica (književnost)
Črtica je v književnosti modernistična oblika zelo kratke pripovedi, ki pripoveduje o enem samem dogodku ali drobnem doživetju. Je zelo kratka, osebno obarvana zgodba, katere večji del je impresionistična pripoved. Črtica je navadno brez prave zgodbe. Z njo nam pisatelj zgoščeno prikaže en dogodek, drobno doživetje, oriše človekovo čustveno razpoloženje ali le bežen vtis o čem.
Prikazuje en sam dogodek, v katerem avtor ne opisuje zaporedja zelo natančno, ampak se bolj posveti čustvenemu razpoloženju glavne osebe. Tudi pri bralcu skuša doseči čustveno razpoloženje in v ta namen zelo občuteno prikazuje zunanje okolje. Zaradi vsega tega sodi črtica na mejo med epskim in lirskim slovstvom. Moda pisanja črtic v slovenski kratki pripovedni prozi sledi modi realističnih slik konec 19. stoletja; njen vrh je v prvem desetletju 20. stoletja. V njej nastopa malo oseb. Avtor prikazuje mišljenje in razpoloženje ter občuteno prikazuje okolje. Za sorodne oblike glej povest, novela, slika, obraz. Črticam pravimo tudi vinjeta, kroki in arabeska.
Pomembni slovenski avtorji črtic so: France Bevk (Junak, Sinice), Prežihov Voranc (Solzice), Ivan Cankar (Skodelica kave), Fran Saleški Finžgar, Fran Ksaver Meško, Ciril Kosmač, Tone Partljič (Hotel sem prijeti sonce), Josip Jurčič, Janko Kersnik (Mačkova očeta) in Zofka Kveder (Potovalci).